# Goephanes zebrinoides
Goephanes zebrinoides är en skalbaggsart som beskrevs av Stefan von Breuning 1971. Goephanes zebrinoides ingår i släktet Goephanes och familjen långhorningar.
Artens utbredningsområde är Madagaskar. Inga underarter finns listade i Catalogue of Life.